# Reforma de equilibrio de poderes (Colombia)
La Reforma de equilibrio de poderes o Reforma al equilibrio de poderes (formalmente Acto Legislativo 02 de 2015), es el nombre con el que se conoce en Colombia al Acto legislativo de iniciativa gubernamental que cursó en el Congreso de la República entre el segundo semestre del año 2014 y el primer semestre del año 2015, con el cual se adoptaron cambios constitucionales respecto al balance y ajuste entre las varias instituciones que conforman el Estado colombiano. Es la trigésimo-primera reforma formal a la constitución desde 1991 y es considerada la más importante hasta la fecha. 

## Historia
El proyecto de acto legislativo 018/2014 en Senado fue anunciado a la opinión pública el 28 de julio del 2014, tan solo 8 días después de haber sido instalado el nuevo Congreso elegido en las elecciones legislativas de 2014, por parte del Presidente de la República, Juan Manuel Santos, en el marco del 25° Congreso Nacional de Municipios, que tuvo lugar en Bucaramanga. El presidente manifestó durante su discurso su intención de «presentar al Congreso que acaba de posesionarse una reforma integral de equilibrio de poderes» cuyos componentes principales serían la eliminación de la reelección presidencial, el aumento del período de gobierno para el Presidente de la República a 5 o 6 años, coincidiendo con el de los alcaldes y gobernadores, la creación del Senado regional o mixto y la eliminación de las facultades nominadoras de las cortes.

## Trámite legislativo
El proyecto de acto legislativo fue radicado el 3 de septiembre de 2014 en la Secretaría del Senado, y sometido a consideración del Congreso por el gobierno de Juan Manuel Santos, a través de Yesid Reyes Alvarado, en su calidad de Ministro de Justicia y del Derecho, y de Juan Fernando Cristo Bustos, en su calidad de Ministro del Interior.

### Acumulación de proyectos
El 5 de septiembre de 2014, con base en lo previsto en el artículo 151° de la Ley 5 de 1992, el Senado de la República acordó acumular en el Proyecto de Acto Legislativo no. 18/2014 Senado, presentado a propuesta del gobierno, los siguientes proyectos de acto legislativo, por corresponder a la misma materia:
1. Proyecto de Acto Legislativo número 02/2014 Senado, «por el cual se modifican los artículos 190 y 197 de la Constitución Política», radicado el 20 de julio de 2014, a propuesta de los senadores Jimmy Chamorro, Maritza Martínez Aristizábal, Carlos Enrique Soto Jaramillo, Manuel Mesías Enríquez Rosero, Milton Arlex Rodríguez Sarmiento, Miguel Amín Escaf, Óscar Mauricio Lizcano Arango, José Alfredo Gnecco Zuleta, Ángel Custodio Cabrera Báez, Germán Darío Hoyos Giraldo, Roosvelt Rodríguez Rengifo.
2. Proyecto de Acto Legislativo número 04/2014 Senado, «por medio del cual se reforma el artículo 267, 276 y 281 de la Constitución Política de Colombia, sobre la elección del Contralor General de la República, el Procurador General de la Nación y el Defensor del Pueblo», radicado el 20 de julio de 2014, a propuesta de los senadores Jimmy Chamorro, Maritza Martínez Aristizábal, Carlos Enrique Soto Jaramillo, Manuel Mesías Enríquez Rosero, Ángel Custodio Cabrera Báez, Miguel Amín Escaf, Germán Darío Hoyos Giraldo, Roosvelt Rodríguez Rengifo, José Alfredo Gnecco Zuleta.
3. Proyecto de Acto Legislativo número 05/2014 Senado, «por el cual se modifican algunos artículos de la Constitución Política y se reajusta el equilibrio de poderes», radicado el 20 de julio de 2014, a propuesta de los senadores Jimmy Chamorro, Roy Leonardo Barreras Montealegre, Bernardo Miguel Elías Vidal, Manuel Guillermo Mora Jaramillo, Eduardo Enrique Pulgar Daza, Maritza Martínez Aristizábal, Carlos Enrique Soto Jaramillo, Manuel Mesías Enríquez Rosero, Óscar Mauricio Lizcano Arango, Milton Arlex Rodríguez Sarmiento, Ángel Custodio Cabrera Báez, Miguel Amín Escaf, Germán Darío Hoyos Giraldo, Roosvelt Rodríguez Rengifo, José Alfredo Gnecco Zuleta.
4. Proyecto de Acto Legislativo número 06/2014 Senado, «por medio del cual se reforman los artículos 190 y 197 de la Constitución Política de Colombia», radicado el 20 de julio de 2014, a propuesta de los senadores Luis Fernando Urrego Carvajal, Carlos Eduardo Enríquez Maya, Juan Manuel Corzo Román, Roberto Víctor Gerlein Echeverría, Nora María García Burgos, Luis Emilio Sierra Grajales, Germán Alcides Blanco Álvarez, Heriberto Sanabria Astudillo, Humphrey Roa Sarmiento, Julio Eugenio Gallardo Archbold, Orlando Aníbal Guerra de la Rosa, Efraín José Cepeda Sarabia, Jaime Felipe Lozada Polanco, Óscar Fernando Bravo Realpe, Nadia Georgette Blel Scaff, Laureano Augusto Acuña Díaz.
5. Proyecto de Acto Legislativo número 12/2014 Senado, «por medio del cual se modifican los artículos 233, 249, 254, 267 y 276 de la Constitución Política», radicado el 30 de julio de 2014, a propuesta de los senadores Angélica Lozano Correa, Inti Raúl Asprilla Reyes, Óscar  Ospina Quintero, Alirio  Uribe Muñoz, Antonio Jose Navarro Wolff, Víctor Javier Correa Vélez, Carlos Germán Navas Talero.[5]

El senador (PdlU) Armando Benedetti fue elegido Coordinador Ponente del proyecto, para su trámite en el Senado.

### Primer debate: 25 de septiembre de 2014
El 25 de septiembre del 2014, tras tres días seguidos de debate, la Comisión Primera del Senado aprobó en primer debate la iniciativa gubernamental; entre los aspectos principales de la reforma aprobada se encuentran la creación de un Tribunal de aforados, la implementación del voto obligatorio por tres periodos electorales, el fin de la reelección del procurador y la posibilidad de que los Congresistas no deban renunciar un año antes para participar en las elecciones de gobernador o alcalde, asimismo se aprobó abolir la reelección del presidente de la República, se aumentaron las sanciones para los partidos que avalen candidatos que tengan problemas con la justicia o vínculos con grupos ilegales y se aprobó la lista cerrada para las elecciones que obliga a que los partidos presenten obligatoriamente un hombre y una mujer de manera sucesiva.

### Cumbre de poderes
El día 1 de octubre del 2014, a las 11 de la mañana, en las instalaciones del Palacio de Justicia, senadores, magistrados de las Altas Cortes y el fiscal general de la Nación, Eduardo Montealegre, sostuvieron una reunión por espacio de tres horas para concertar acuerdos en torno a la propuesta legislativa, en particular respecto de la creación de un Tribunal de aforados, que adelantaría la investigación y juzgamiento de los aforados constitucionales (entre ellos, los magistrados y el fiscal general). Como gesto de buena voluntad, a su arribo a la reunión, la senadora (AV) Claudia López entregó flores blancas al Fiscal, Luis Eduardo Montealegre «para descartar cualquier tipo de revanchismo en la propuesta para juzgar a los altos dignatarios». La reunión concluyó sin ningún acuerdo en concreto.

## Críticas a la reforma
Desde el anuncio de su presentación, esta reforma constitucional ha recibido críticas desde distintos sectores de la sociedad.
Esta reforma ha sido calificada por el fiscal general de la Nación, Luis Eduardo Montealegre, como «una segunda toma de la justicia en Colombia». En sus palabras: «es una segunda toma, esta vez no por la guerrilla y los paramilitares, sino que estamos ante un verdadero asalto que pretende dar la clase política colombiana contra la justicia en Colombia».
Por su parte, el procurador general de la Nación, Alejandro Ordóñez, ha manifestado que esta reforma significa «la muerte del derecho disciplinario en Colombia» y considera que es «un duro golpe a la lucha contra la corrupción y sería una involución constitucional».

### Críticas a la creación y puesta en marcha de un Tribunal de aforados
El 26 de septiembre de 2014, el fiscal general de la Nación, Eduardo Montealegre, en el marco del XX Encuentro de la Jurisdicción de lo Contencioso Administrativo, que tuvo lugar en Cartagena, calificó esta reforma como «revanchista» y expresó que la misma se constituía en «una cuenta de cobro de la clase política contra las altas cortes que con valentía no solo denunciaron sino condenaron la alianza de algunos dirigentes políticos con organizaciones al margen de la ley».
Frente a esta crítica, la senadora (AV) Claudia López en entrevista con el diario El Espectador rechazó cualquier «revanchismo» en la reforma y puso de presente lo siguiente:

La propuesta la he hecho yo, que estoy viva gracias a la Fiscalía y a la Corte Suprema. ¡Cuál revanchismo! Si en las investigaciones de la parapolítica o las denuncias que he hecho contra narcotraficantes como Kiko Gómez ellos me hubieran dejado colgada de la brocha, yo estaría muerta o exiliada. Nos interesa acertar en esta reforma. Mire, el fiscal acusa y los magistrados juzgan con base en la ley. ¿Por qué el derecho nos cobija a todos menos al fiscal y a los magistrados?
Claudia López, senadora (AV).

 Por su parte, el senador (PdlU) Armando Benedetti, Coordinador Ponente del proyecto, manifestó que «el gobierno no esta persiguiendo a nadie ni mucho menos el Congreso»; al margen de lo cual aclaró que se seguirían discutiendo propuestas para mejorar la iniciativa. Tras estas declaraciones, el Ministro de Interior, Juan Fernando Cristo, expresó a la prensa que «nadie le tiene miedo al fiscal» y calificó su intervención como «una invitación desafortunada».
El 30 de septiembre del 2014, el procurador general de la Nación, Alejandro Ordóñez Maldonado, expresó a la prensa su profunda preocupación con relación a la posibilidad de que el cargo de procurador no quede sujeto a la investigación y juzgamiento por parte del Tribunal de aforados y por el contrario su investigación quede en manos de la Fiscalía General de la Nación. En sus palabras, «es importante el aforamiento por la trascendencia de las competencias, por las implicaciones jurídicas, sociales y políticas de las decisiones judiciales, por las polarizaciones (...) son riesgosos los sesgos (...) imagínese que existiera en el futuro un fiscal amenazante público y privadamente».

### Críticas al voto obligatorio
El 26 de septiembre del 2014 el senador (PDA) Alexander López Maya expresó a la prensa la preocupación de su partido por la adopción mediante esta reforma del voto obligatorio en el país, aduciendo que «el sistema electoral colombiano permite el fraude y al imponer el voto obligatorio en estas condiciones, aumentará la corrupción (...) el voto obligatorio en Colombia en medio de la mermelada, el fraude electoral y el clientelismo, en nada fortalece la democracia». Por su parte, la senadora (PL) Viviane Morales Hoyos manifestó que «el voto obligatorio es un mecanismo que puede ayudar a disminuir la corrupción (…) una obligación del ciudadano es participar en la vida política del país».
Partido minoritarios del país, en particular el Movimiento Independiente de Renovación Absoluta, han solicitado al gobierno la adopción de medidas que garanticen la efectiva representación parlamentaria en caso de implementar el voto obligatorio en las elecciones futuras, con miras a efectivizar el derecho de sus electores a elegir y ser elegidos en corporaciones públicas. Frente a ello, manifiestan que «con un umbral del 3% para obtener curules, según lo acordado en La Habana hasta el momento, y con la implementación del voto obligatorio, en las elecciones de 2018 los partidos y movimientos políticos tendrían que obtener cerca de 900 mil votos para alcanzar curules. [Así,] con el voto obligatorio, el umbral que en el 2014 fue de 355.955 votos, pasaría en las elecciones de 2.018 a 886.722 votos, sobre un presupuestado censo de sufragios válidos de 29.557.384, lo que supone un crecimiento cercano al 300%».
En la opinión pública se ha hecho evidente la preocupación de que el voto obligatorio sería implementado para legitimar la eventual votación encaminada a refrendar los acuerdos de paz de La Habana. En palabras de los senadores oficialistas promotores de la iniciativa, «la idea es que los colombianos que no votan –argumentando estar hastiados de la política– acudan a las urnas para escoger la mejor opción para la paz».

### Críticas a la eliminación de la reelección indefinida de congresistas
El 1 de octubre del 2014, el senador (PC) Roberto Gerlein, manifestó a la prensa su inconformidad por la inclusión en el articulado del proyecto de acto legislativo de la prohibición de reelección indefinida de congresistas (limitando su elección a 3 legislaturas que equivalen a 12 años). Al respecto manifestó: «una idea de esa naturaleza no le sirve ni al Congreso ni al partido en el cual milita el mismo legislador cuando se quiere un Congreso especializado y que le rinda más al país debe contarse con experiencia. No veo que una renovación cada 12 años le sirva en nada al país».